# ده عبدالله (مینودشت)
ده عبدالله، روستایی است از توابع بخش مرکزی شهرستان مینودشت در استان گلستان ایران.

## جمعیت
مردم این روستا شامل اقوام ترک ( آذری و قزلباش ) ، سیستانی و فارس هستند . اکثر سیستانی های حاضر در روستا در طی چند سال اخیر به واسطه خاک حاصلخیز و موارد دیگر به این روستا کوچیده اند . جمعیت این روستا حدودا پانصد نفر میباشد . 

## امام زاده کاظم
امام زاده کاظم در کنار این روستا قرار گرفته است . نام اصلی این امام زاده مشخص نیست ، ولی به این خاطر آن را امامزاده کاظم می نامند که از اجداد موسی کاظم است .